# غيث النفع في القراءات السبع
غيث النفع في القراءات السبع، مؤلفه: علي بن محمد بن سالم أبو الحسن النوري الصفاقسي، ولد سنة (1053هـ)، من مشايخه: قرأ على الشيخ عاشور القسنطيني، والشيخ سليمان الأندلسي وغيرهما.
من تلامذته: ابنه أحمد، ومحمد المؤدب الشرقي وغيرهما، وفاته: (1118 هـ) ثمان عشرة ومائة وألف.
من مصنفاته: "غيث النفع في القراءات السبع"، و "حاشية على المواهب اللدنية" وغيرها".
والكتاب من الكتب المختصة بعلم القراءات القرآنية، وبالتحديد مختص بالقراءات السبع، عن طريق الشاطبية، وهو المتن الذي ألفه القاسم بن فيره (ت: 590هـ).
ومن منهج المؤلف في الكتاب: أنه اختصر الأصول اختصارا كبيرًا لشهرتها في كتب القراءات ولكونها مكررة، وقد أبان ذلك المؤلف بنفسه فقال: «وأمَّا الأصول فالمهم وما يحتاج إلى تحقيق فلا أترك منه شيئًا، وأما المتكرر المعلوم كالمد وميم الجمع وترقيق الراء وتفخيم اللام لورش فلا أطول غالبا به».
ومن مميزات الكتاب أنه يذكر بعض ما يتعلق بالسورة في أول السورة، فيذكر هل هي مكية أم مدنية، ويذكر عدد آياتها، ويذكر بعض الأحكام بين السورة وما قبلها.

## عنوان الكتاب
غيث النفع في القراءات السبع.

## المؤلف
علي بن محمد بن سالم أبو الحسن النوري الصفاقسي، ولد سنة (1053هـ)، من مشايخه: قرأ على الشيخ عاشور القسنطيني، والشيخ سليمان الأندلسي وغيرهما.
من تلامذته: ابنه أحمد، ومحمد المؤدب الشرقي وغيرهما، وفاته: (1118 هـ) ثمان عشرة ومائة وألف.
من مصنفاته: "غيث النفع في القراءات السبع"، و "حاشية على المواهب اللدنية" وغيرها".

## الموضوع العام للكتاب
الكتاب من الكتب المختصة بعلم القراءات، وبالتحديد مختص بالقراءات السبع، عن طريق الشاطبية، وهو المتن الذي ألفه القاسم بن فيره (ت: 590هـ).

## مصطلحات مهمة
القراءات: «القراءات علم بكيفية أداء كلمات القرآن واختلافها معزوًّا لناقله، وهي اختلاف في اللهجات وكيفية النطق وطرق الأداء فقط، من إدغام وإظهار، وتفخيم وترقيق، وإمالة وإشباع، ومد وقصر، وتشديد وتخفيف، وتليين، إلخ، نزل بها جبريل على النبي صلى الله عليه وسلم، فأقرأها رسول الله صلى الله عليه وسلم صحابته».
الأصول: هي ما كثر دورانه من حروف القرآن الكريم وكلماته، بحيث تكوّن قواعد عامة يندرج تحتها جزئيات كثيرة، ومن ثمّ تعم أحكامها وتطرد في القرآن الكريم كله. وقد درج مصنفو القراءات على تقديم مباحث الأصول في مؤلفاتهم على مباحث فرش الحروف أي المسائل والأحكام الجزئية، وهو باختصار: ما كون قاعدة عامة يمشي عليها القارئ في كل القرآن، مثل: إمالة الألف المتطرفة مثل الدنيا.
الفرش: هو ما قلّ دورانه من حروف القرآن الكريم المختلف في طريقة أدائها بين القراء، فنص على مواضعها دون تعميم حكمها، وسميت فرشا لكونها منثورة مفروشة في مواضعها من السور، فهي أحكام جزئية لا كلية، وقد أفرد المصنفون لكل سورة من سور القرآن الكريم بابا، وجل هذه من باب الفرش، وهو باختصار: الكلمات المختلف في قراءتها في سور القرآن الكريم ولا يكون أصلا مطردا في كل القرآن.

## منهجه في الكتاب
1/ اختصر الأصول اختصارا كبيرًا لشهرتها في كتب القراءات ولكونها مكررة.
وقد أبان ذلك المؤلف بنفسه فقال: «وأمَّا الأصول فالمهم وما يحتاج إلى تحقيق فلا أترك منه شيئًا، وأما المتكرر المعلوم كالمد وميم الجمع وترقيق الراء وتفخيم اللام لورش فلا أطول غالبا به».
2/ اعتمد على القراءات عن طريق الشاطبية، واقتصر عليها، يقول المؤلف: «فاستخرت الله تعالى في تأليف كتاب أبين فيه القراءات السبع التي ذكرها الأستاذ أبو محمد القاسم الشاطبي غاية البيان وإن كان المتواتر والصحيح أكثر من ذلك لأن الغالب على أهل هذا الزمان اقتصارهم على ذلك ماشيا في جميع ذلك على طريقة المحققين».
3/ نص المؤلف في مقدمته على أنه يترك القراءات الشاذة ولا يشير إليها.
4/ يذكر الاختلاف في قراءة الكلمات أولا في كل سورة، ثم يذكر الممال من الكلمات فيها، ثم المدغم، ثم ياءات الإضافة.

## محتويات الكتاب
أولا: مقدمة: بدأ الكتاب بمقدمة ذكر فيها سبب تأليفه ومنهجه باختصار.
وقب الشروع في الأبواب ذكر فوائد نص عليها، ومنها: 
1/ الحديث عن الأحرف السبعة وعلاقتها بالقراءات.
2/ مذهب الأصوليين وفقهاء المذاهب الأربعة والمحدثين أن التواتر شرط.
3/ حكم القراءة بالشاذ.
4/ صعوبة باب وقف حمزة وهشام.
ثانيا: باب الاستعاذة.
ثالثا: باب البسملة.
رابعا: ثم ذكر سور القرآن الكريم مرتبة.
خامسا: ختم الكتاب بذكر بعض مسائل الختم، منها: قراءة الفاتحة بعد ختم القرآن.

## مصطلحات المؤلف
لا شك أن لكل مؤلف في القراءات مصطلح خاص به، أو مصطلح يعتمد عليه من خلال المنظومة التي يشرحها، والمصطلحات التي اعتمدها المؤلف في هذا الكتاب هي: 
1 - المكي: هو ابن كثير.
2 - البصري: هو أبو عمرو.
3 - الأخوان: حمزة، والكسائي.
4 - الحرميان: نافع وابن كثير حال اتفاقهما.
5 - الكوفيون: هم عاصم، وحمزة، والكسائي.
6 - عليّ: هو الكسائي.
7 - النحويان: هما أبو بكر والكسائي.
8 - الشامي: ابن عامر.
9 - الابنان: هما ابن كثير وابن عامر.
10 - المحقق: هو إمام الحفاظ وحجة القراء محمد بن محمد بن محمد ابن علي بن يوسف المعروف بابن الجزري (571 - 833 هـ).
11 - لهم: إذا اتفق ورش وحمزة والكسائي.
12 - لهما: إذا اتفق ورش، وأبو عمرو البصري.
13 - بين بين: أي بين الفتح والإمالة الكبرى.
14 - فاصلة: آخر كلمة في آخر آية من آخر الربع وهناك رموز أخرى موضحة في مقدمة المؤلف رحمه الله وهي غير هذه الرموز، ولكن هذه أشهرها.

## مميزات الكتاب
1/ أنه يذكر بعض ما يتعلق بالسورة في أول السورة، فيذكر هل هي مكية أم مدنية، ويذكر عدد آياتها، ويذكر بعض الأحكام بين السورة وما قبلها.
2/ الاختصار دون أن يخل بالمعنى.

## طبعات الكتاب
1/ طبعة دار الكتب العلمية بتحقيق: أحمد محمود عبد السميع الشافعي الحفيان، نشر عام 1425هـ.
2/ طبعة دار النوادر.